# 4567 Bečvář
4567 Bečvář è un asteroide della fascia principale. Scoperto nel 1982, presenta un'orbita caratterizzata da un semiasse maggiore pari a 2,5848567 UA e da un'eccentricità di 0,1993467, inclinata di 13,09966° rispetto all'eclittica.
L'asteroide è dedicato all'astronomo ceco Antonín Bečvář, primo direttore dell'Osservatorio astronomico di Skalnaté Pleso.